# Справедлива Русия
Справедлива Русия (на руски: Справедливая Россия) е лявоцентристка социалдемократическа политическа партия в Русия.
Тя е създадена на 28 октомври 2006 г. със сливането на левите партии Родина, Руска партия на живота и Руска партия на пенсионерите, начело с тогавашния председател на Съвета на федерацията Сергей Миронов. През 2007 година партията е сред организациите, издигнали кандидатурата за президент на представителя на Единна Русия Дмитрий Медведев, но през следващите години често се противопоставя на правителството на Владимир Путин.
На изборите през 2011 година Справедлива Русия остава на трето място с 13% от гласовете и 64 места в Държавната дума. През 2016 година остава четвърта с 6% от гласовете и 23 от 450 депутатски места.